# Esenbeckia amazonica
Esenbeckia amazonica är en vinruteväxtart som beskrevs av R.C.Kaastra. Esenbeckia amazonica ingår i släktet Esenbeckia och familjen vinruteväxter. Inga underarter finns listade i Catalogue of Life.